# 아르연 판 더르 키프트

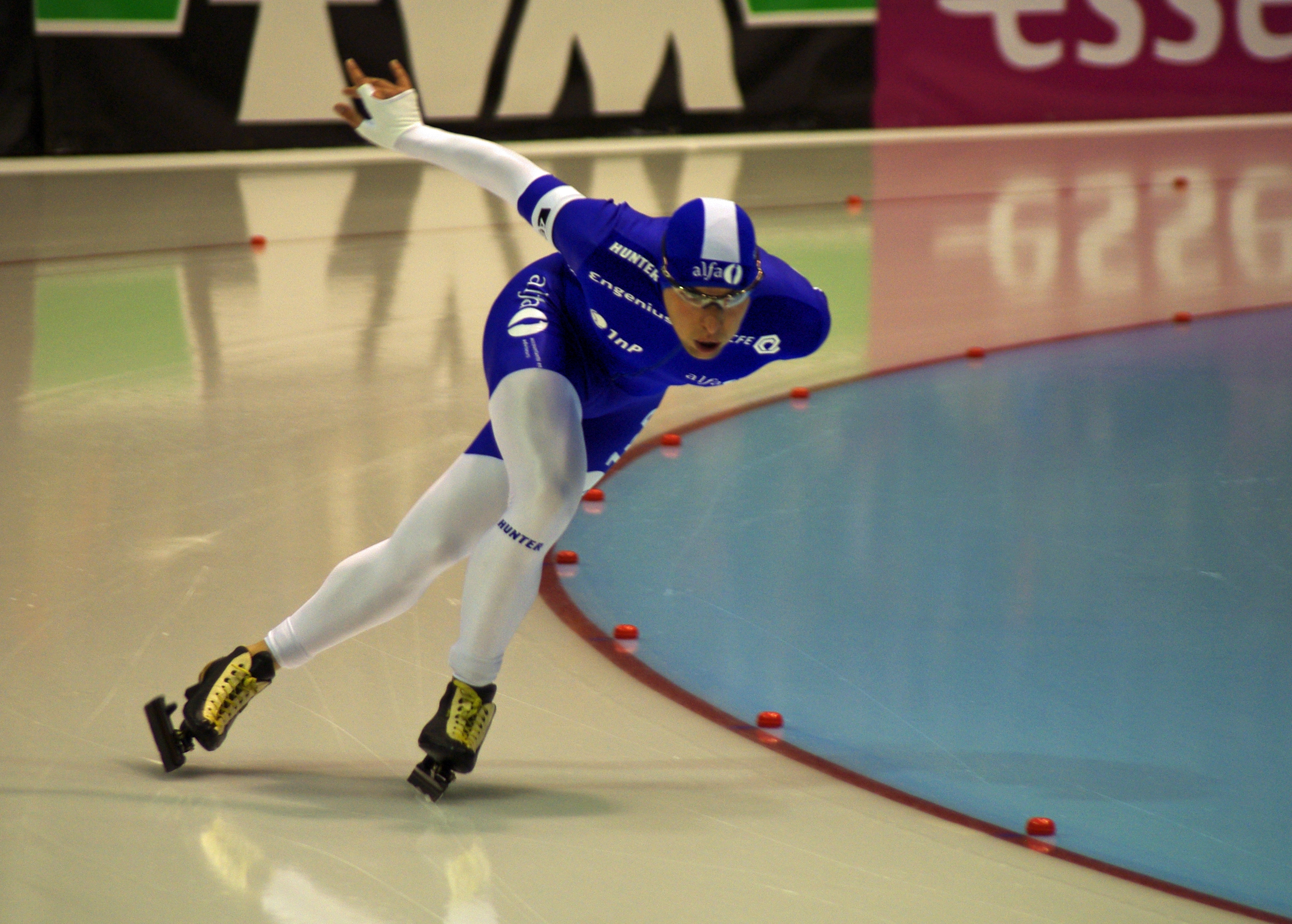
아르연 판 더르 키프트

아르연 판 더르 키프트(네덜란드어: Arjen van der Kieft, 1985년 5월 17일~)는 네덜란드의 스피드 스케이팅 선수이다. 장거리 전문 선수이며, 국제 무대 출전 경험은 거의 없으나 2010년 동계 올림픽 네덜란드 대표로 선발되어 10000m 종목에 출전하여 9위에 올랐다.